# QMA

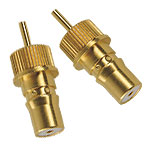
QMA-kontakter

QMA (Quick disconnect SubMiniature version A) är ett kontaktdon för koaxialkabel som är en efterträdare till SMA-kontakt. Den har utmärkta högfrekvensegenskaper från DC till 6 GHz. Fördelen med QMA jämfört med SMA är att man inte behöver skruva ihop kontakterna utan kan knäpper ihop dem istället.